# Caramell

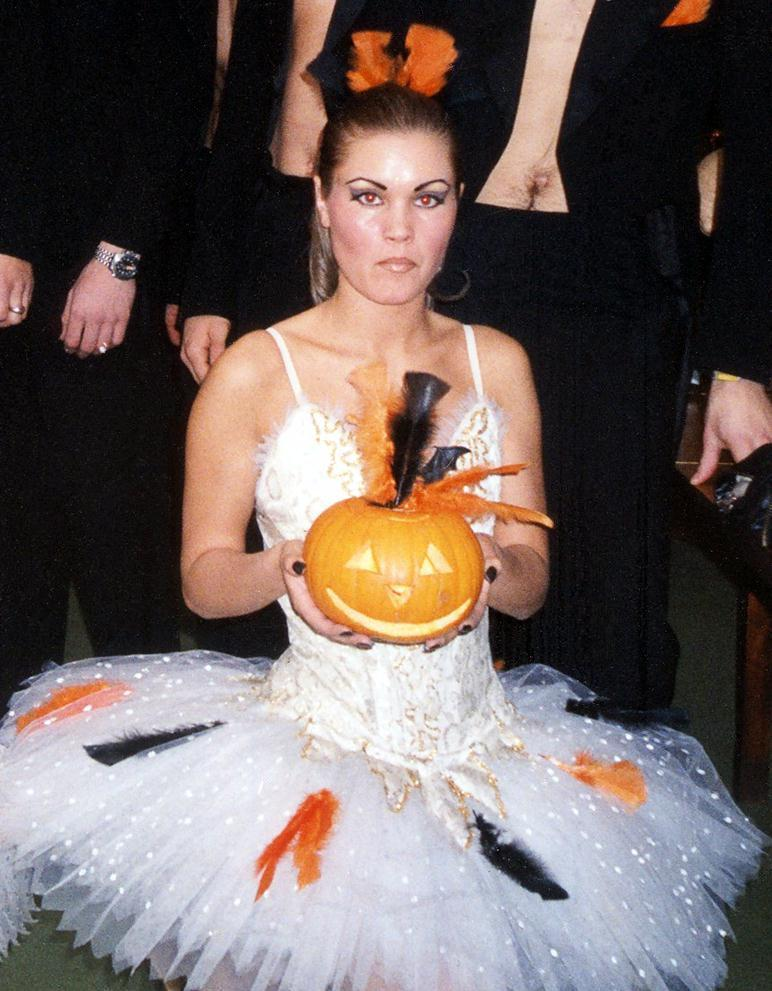
Malin Sundström (1998)

Caramell ist eine schwedische Eurodance-Gruppe. Die Band besteht aus den beiden Sängerinnen Malin und Katia sowie den Produzenten Jorge "Vasco" Vasconcelo und Juha "Millboy" Myllylä.

## Bandgeschichte
Die Gruppe wurde bekannt durch das Internet-Phänomen Caramelldansen, eine sich ständig wiederholende Flash-Animation, die die Figuren Mai und Mii aus dem Vorspannvideo des japanischen Erogē-Ren’ai-Adventure Popotan zeigt. Die Animation enthält eine beschleunigte Version des Liedes Caramelldansen aus Caramells Supergott-Album.
Gestartet als Internetphänomen wurde die populäre Caramelldansen-Animation unter anderem mit Figuren aus verschiedenen Anime- und Videospielserien kopiert.
Die Popularität des Songs erreichte gegen Ende 2007 ihren Höhepunkt und führte im Frühjahr 2008 zu einer Neuveröffentlichung einer beschleunigten Version des Albums Supergott in Japan gefolgt von zwei Single-Auskopplungen. Dort erreichte die Single Caramelldansen zunächst Platz 1 in den internationalen Charts und kurz darauf Platz 16 in den kombinierten Charts internationaler und nationaler Veröffentlichungen.
Ihre Single Om du var min erreichte Platz 7 in den offiziellen schwedischen Charts.
Die Band trennte sich 2002 und hat seitdem keine neuen Songs mehr veröffentlicht. Die alten Songs wurden jedoch in neuer Aufmachung 2008 unter anderem in Japan, Schweden, den Niederlanden und in Großbritannien neu veröffentlicht.

## Diskografie

### Alben
| Jahr | Titel            | Höchstplatzierung, Gesamtwochen, AuszeichnungChartsChartplatzierungen (Jahr, Titel, Platzierungen, Wochen, Auszeichnungen, Anmerkungen) | Anmerkungen                           |
| Jahr | Titel            | SE | Anmerkungen                           |
| ---- | ---------------- | --- | ------------------------------------- |
| 1999 | Gott och blandat | SE23 (3 Wo.)SE | Erstveröffentlichung: 13. August 1999 |
| 2001 | Supergott        | SE51 (1 Wo.)SE | Erstveröffentlichung: 2001            |

Weitere Alben
- Supergott (Speedy Mixes) (2008)
- Uma Uma Dekiru Trance wo Tsukutte Mita ("Tried to make a trance you can Uma Uma to" ウマウマできるトランスを作ってみた) (2008)

### Singles
| Jahr | Titel Album                              | Höchstplatzierung, Gesamtwochen, AuszeichnungChartsChartplatzierungen (Jahr, Titel, Album, Platzierungen, Wochen, Auszeichnungen, Anmerkungen) | Anmerkungen                              |
| Jahr | Titel Album                              | SE | Anmerkungen                              |
| ---- | ---------------------------------------- | --- | ---------------------------------------- |
| 1999 | Om du var min Gott och blandat           | SE7 Gold · (18 Wo.)SE | Erstveröffentlichung: 12. März 1999      |
| 1999 | Efter plugget Gott och blandat           | SE18 (12 Wo.)SE | Erstveröffentlichung: 18. Juni 1999      |
| 1999 | Jag ser på dig Gott och blandat          | SE43 (3 Wo.)SE | Erstveröffentlichung: 10. September 1999 |
| 1999 | Explodera (Som dynamit) Gott och blandat | SE37 (5 Wo.)SE | Erstveröffentlichung: 26. November 1999  |
| 2001 | Vad heter du? Supergott                  | SE21 (5 Wo.)SE | Erstveröffentlichung: 2001               |

Weitere Singles
- Ooa hela natten (2002)
- Allra bästa vänner (2002)
- Caramelldansen (2008)
- Caramelldancing (2008)
- U-u-uma uma[Maxi] (ウッーウッーウマウマ[Maxi]) (2008) JP #1 (Internationale Charts) / #16 (gemeinsame Charts)
- U-u-uma uma[Speed] (ウッーウッーウマウマ(゜∀゜)SPEEDアルバム) (2008)